# Seimar Social Fund
Seimar Social Fund — один из первых Благотворительных фондов в Казахстане занимается реализацией социально-значимых проектов, направленных на развитие, усовершенствование и улучшение жизни общества.
Членами попечительского совета Seimar Social Fund в разные годы были:
- Сейсембаев, Маргулан Калиевич (учредитель Seimar Social Fund),
- Еркин Калиев (казахстанский бизнесмен),
- Арманжан Байтасов (медиаменеджер, издатель Forbes Kazakhstan),
- Сакен Сейфуллин (казахстанский бизнесмен),
- композитор Еркеш Шакеев

Фонд в марте 2008 года совместно с Программой Добровольцев ООН создал Координационный Центр Добровольцев в Казахстане — «Команда SOS».

## История
Благотворительный Seimar Social Fund является одним из первых благотворительных фондов в Казахстане, который занимается реализацией социальных и благотворительных программ в двух сферах деятельности:
Традиционная благотворительность — реализация дел, являющихся безвозмездной помощью и делом совести каждого человека. В основе традиционной благотворительности лежат моральные и этические основы. Проекты по традиционной благотворительности реализуются по зову души и не нуждаются в широком освещении.
Общественные дела — реализация социально значимых дел, направленных на улучшение жизни общества и привлечение внимания общественности к важным социально-значимым проблемам. Предоставление средств в виде грантов на конкурсной основе.
История благотворительной деятельности под брендом Seimar началась ещё в 1991 году. С этого времени группой компаний Сеймар на систематической основе оказывалась помощь ветеранам, инвалидам, детским домам, лепробольным. В рамках поддержки культуры и спорта оказывалась помощь спортсменам, музыкантам, артистам, юным дарованиям и т. д.
Но, именно в 2005 году положено начало динамичному становлению Seimar Social Fund в его настоящем виде: начинается разработка основных программ, приоритетных направлений и принципов, направленных на улучшение, совершенствование, изменений общественной жизни. Цели Seimar Social Fund приобрели четкие очертания и содержание. Учредителем Фонда является Маргулан Сейсембаев, базовые принципы которого стали основополагающими в деятельности Фонда. Работа Seimar Social Fund строится по смыслу принципа «Даем удочку, а не рыбу», слоган — «Делай добро!», миссия — «Изменим жизнь к лучшему!».
Важным в работе фонда является не просто предоставление помощи физическим лицам и различным организациям, а грамотно организованная помощь. В большинстве случаев люди, оказавшись в сложной ситуации, думают, что для решения проблемы достаточно найти деньги. Но жизнь показывает, что деньги не решают всего и зачастую гораздо важнее задать правильный алгоритм решения проблемы. Консультация, пошаговая схема действий, поиск и привлечение специалистов и экспертов — такие же необходимые составляющие современной благотворительности, как материальная помощь. Такой комплексный подход при решении социальных или индивидуальных проблем по силам только современным благотворительным фондам.
Именно фонды, организуя работу по бизнес-принципам (с тем лишь главным отличием, что вопрос получения прибыли или какого-либо дохода категорически исключен), имеют для этого все необходимое: знание основ фандрайзинга, попечительские советы, пул специалистов-экспертов и добровольцев. Важным здесь является наличие стратегии, четко определенные задачи, ясные критерии, сформированные базы данных, прозрачность деятельности, публичная отчетность, подотчетность учредителям, попечительскому совету и благодателям.

## Грантовый портфель
Грантовый портфель в (долларах США)
- До 2000 года — 988 тыс. долларов США.
- на 2005 год — 1 млн.$ (реализовано 25 проектов)
- на 2006 год — 2 млн.$
- с 2005 по 2008 гг. — более 7 млн.$.
- в 2008 г. — 3 млн $.
- в соответствии с произведенной оценкой экономический вклад Seimar Social Fund и Координационного Центра Добровольцев «Команда SOS», а также реализованных программ составил более 200 млн тенге, в том числе 90 984 284 тенге в 2012 г.

| Привлеченные средства на традиционную благотворительность (поддержка детей с детским церебральным параличом, адресная социальная помощь, традиционная адресная благотворительность) в 2011 году | 34 623 645 тенге |
| Привлеченные средства на проекты в 2012 году | 25 817 319 тенге |
| Экономический вклад волонтерского труда в денежном эквиваленте в 2012 году | 30 543 500 тенге |

## Миссия
Изменим жизнь к лучшему!

## Сферы деятельности
Традиционная благотворительность — реализация благотворительных дел, являющихся безвозмездной помощью и делом совести каждого человека. Это ответ на призыв о помощи. В основе традиционной благотворительности лежат моральные и этические основы. Проекты по традиционной благотворительности реализуются по зову души и не нуждаются в широком освещении.
Общественные дела — реализация социально значимых дел, направленных на улучшение жизни общества по девяти нижеуказанным направлениям, выделение средств в виде грантов на конкурсной основе.
Направления деятельности:
1. Меценатство;
2. Здоровый образ жизни;
3. Журналистика;
4. Наша история;
5. Инновации;
6. Мой город — Алматы;
7. Демография;
8. Экология;
9. Образование;

##### Направление «Меценатство»
- «Лекции о вреде табакокурения» — экранизация одноименной пьесы А. П. Чехова. Главную роль в этом фильме исполняет Померанцев Юрий Борисович народный артист Республики Казахстан лауреат Государственной премии РК, лауреат премии «Тарлан».[3]
- Поддержка этнической музыки — предоставлен грант для производства клипа известной казахстанской pop-folk группе «Уркер». Клип на песню «Коныр» снят с использованием высоких компьютерных и анимационных технологий. Впервые такой подход к созданию клипа использовал один из лидеров группы Genesis — Питер Габриэл, который также как и группа «Уркер» работает в стиле pop-folk. Таким образом, наши музыканты являются первыми в Казахстане продолжателями современных европейских направлений. С недавнего времени клип на песню «Коныр» стал ротироваться ещё и на американском ТВ.[4]
- Кинофестиваль «Звезды Шакена» — направлен на сохранение и развитие творческих традиций казахстанской школы кинематографа и поддержание её международного престижа.[5]
- Церемония вручения независимой премии «Тарлан» — премия в области культуры и искусства, вручение, которой проходит по 7 номинациям, людям, внесшим наибольший вклад в развитие отечественной культуры и искусства.[6]
- Реализация Первой Национальной премии в области популярной музыки «Музыкальная Фишка» — проект направлен на выявление сильной и самой перспективной песни, для предоставления грантов исполнителю песни на запись клипа и обеспечение его ротации, а также композитору и автору.[7]
- Предоставление скрипки известного итальянского мастера Vitorio Villa в безвозмездную долгосрочную аренду талантливому скрипачу А.Мурзагалиеву. О таланте музыканта знают далеко за пределами нашей Республики, поэтому предоставляя возможность творить и заниматься любимым делом, фонд также направляет усилия на формирование положительного имиджа страны в сфере мировой музыки.[8][9]
- Издание книги В. Яримака «Обратная сторона Луны» — детектив, раскрывающий все тайны американского и английского правосудия, через призму истории двух арестованных казахстанцев в 2000 годув Лондоне по обвинению в компьютерном взломе и вымогательстве 200 000$ у мэра г. Нью-Йорка, миллиардера Майкла Блумберга.[8]
- Издание поэмы Ильяса Джансугурова «Кулагер» — поэма является жемчужиной казахской поэзии. В основе сюжета лежат реальные исторические события, описанные Джансугуровым поразительно ярким художественным языком, языком истинного знатока казахского фольклора. Поэма «Кулагер», помимо её поэтических достоинств, имеет большое познавательное значение. Поэт сумел создать достоверную картину быта и образа жизни казахов всех сословий 18 века. В этом трагическом произведении Ильяс Джансугуров ассоциировал судьбу Кулагера с судьбой казахской интеллигенции в период сталинских репрессий.[10]

##### Направление «Здоровый образ жизни»
- «Хоспис — служба милосердия» — проект, организованный совместно с центром «Хоспис», находящимся в экологически неблагополучном регионе в городе Семипалатинск. Основной целью проекта является медицинская, социальная и психологическая реабилитация людей с онкологическими заболеваниями.[11]
- Авиашоу «От винта» — целью этого проекта является пропаганда здорового и активного образа жизни, привлечение молодежи к авиации. Это первое в истории нашей страны авиашоу, ставшим традиционным. Все сборы от продажи билетов на III Ежегодное Авиашоу Казахстана «От Винта’2007» пойдут на реализацию совместного с Фондом Народонаселения ООН проекта по профилактике рака молочной железы.[12][13]
- Ежегодный открытый любительский чемпионат стран СНГ по гольфу среди мужчин «Seimar Open» — проект существует с 1998 года и направлен на популяризацию и поддержку гольфа в нашей республике, и на пропаганду здорового образа жизни. Как правило, гран-при турнира уходит на проекты по традиционной благотворительности. В 2007 году статус турнира станет отборочным на Международный Казахстанский Открытый Чемпионат Kazakhstan Open, проводимый в рамках European Challenge Tour.[14]
- Проведение Международного Шахматного Юношеского Турнира «Seimar Chess Tournament» — турнир является одним из единственных международных турниров Казахстана среди юношей. Ранее турнир назывался «Маралсай». Турнир проводится ежегодно более 6 лет. Основная цель турнира — поиск и воспитание будущих гроссмейстеров, которые смогут представлять Казахстан на престижных соревнованиях мирового масштаба.[15]
- Kazakhstan Open — первый Международный Казахстанский открытый чемпионат по гольфу. Этот турнир собрал всех известных профессиональных гольфистов со всего мира.[16]

##### Направление «Образование»
- Социальная программа «Профессия — ключ к достойной жизни» — образовательный проект по реабилитации людей с ограниченными возможностями. Проект реализуется совместно с Карагандинским Добровольным Обществом Инвалидов. Принцип программы заключается в предоставлении людям с ограниченными возможностями знаний по различным специальностям, которые впоследствии можно применить на производстве.[17]
- Общественный Фонд «КоМеТа» — фонд, сформированный совместно с талантливой и инициативной молодежью, направленный на реализацию различных образовательных программ среди студентов ВУЗов. На базе фонда существуют отдельные ассоциации, которые работают в различных профессиональных сферах.[18]
- Грант на предоставление стипендий студентам-оралманам — проведение конкурса среди студентов, направленного на поддержку учащейся молодежи, вернувшейся на историческую родину, посредством предоставления денежных стипендий.[19]
- Вручение премий детским тренерам по шахматам является одним из этапов реализации проекта по активному развитию шахматного спорта в стране. В прошлом году Некоммерческий Seimar Social Fund предоставил Федерации Шахмат РК целевой грант на реализацию основных задач проекта, которые заключаются в следующем: организация системного функционирования шахматной работы в РК, создание сильной команды шахматистов для участия на престижных международных соревнованиях, популяризация интеллектуальных видов спорта;[20]

##### Направление «Журналистика»
- Ежегодная церемония вручения Казахстанской Общенациональной премии в области журналистики «Алтын Жулдыз» — премия, которая поощряет мастерство и профессионализм всех СМИ республики. Основная цель — содействовать демократическим процессам в стране и стимулировать здоровую конкуренцию среди СМИ. В рамках проекта была издана мини-энциклопедия о казахстанских масс-медиа — «Свет Звезды. Элита отечественной журналистики».[21]
- Конкурс среди журналистов на лучшую публикацию об участнике Великой Отечественной войны. Направлен на стимулирование интереса журналистов к освещению истории победы в ВОВ, а также на привлечение внимания нового поколения к героизму наших родителей, дедов, прадедов.[22]
- Конкурс среди журналистов на лучшее освещение общественных социально-значимых проблем — ежегодный конкурс был объявлен в марте 2005 года на Национальной премии «Алтын Жулдыз». Целью конкурса является привлечение внимания общественности и государственных органов к проблемам общества, содействие решению этих проблем через освещение и реализацию социальных проектов. Также развитие журналистики и средств массовой информации, и формирование здоровой конкуренции между отечественными СМИ, поощрение лучших журналистов за творческий поиск и мастерство.[23]

##### Направление «Мой город — Алматы»
- Издание книги Арсена Баянова «Алма-Ата неформальная или за фасадом азиатского коммунизма», «Алма-Ата музыкальная». Эта книга является практически единственной в Казахстане описывающей наш город во времена 60-х, 70-х, 80-х годов. Её можно назвать своеобразной попыткой автора создать энциклопедию популярной музыки нашего города середины прошлого века. Также книга является своеобразным и уникальным документом прошедшей эпохи, который сегодня интересен широкому кругу читателей.[24]
- «Мой двор — Моя Олимпиада»: финансирование строительства детской площадки в доме ребёнка № 1. Совместный проект с общественным фондом «Развитие плюс», реализованный в рамках крупномасштабной акции строительства и реконструкции всех детских площадок в городе Алматы.[25]
- Первый этап по установке памятной скамейки Джонну Леннону и группе «Beatles» — проект, реализуемый в рамках создания малых архитектурных форм «Место встречи». Строительство памятника является своеобразным подарком всем алматинцам и фанатам группы Beatles. Грантопулачателем на создание малой архитектурной формы стал знаменитый алма-атинский скульптор Эдуард Казарян.[26]

##### Направление «Экология»
- I-й этап проекта «SOS — сайга» — стартовал в апреле 2005 года совместно с единственной централизованной организацией по охране животного мира — РГКП «ПО Охотзоопром». Первый этап заключался в целевом выделении гранта в виде машин УАЗ, спутниковой связи, раций, глобальных систем позиционирования GPS, снегоходов и квадроциклов.[27][28]
- II-й этап проекта «SOS — сайга» — состоялся в апреле 2006 года. В рамках второго этапа РГКП «ПО Охотзоопром» был выделен целевой грант в виде 4-х кунгов КАМАЗ для работы вахтовых групп в удаленных районах, а также приемники глобальной системы позиционирования GPS, приборы ночного видения, комплекты обуви, формы и рации. Также по итогам первого журналистского рейда состоялось награждение самых лучших охотинспекторов.
- Производство документального фильма-хроники «SOS-сайга» — осенью 2006 года на экран вышел первый казахстанский 26-минутный документальный фильм о сайге. Цель фильма — проведение просветительской работы среди общественности Казахстана. Помимо основной сюжетной линии — проблема исчезновения сайги, в фильме также хорошо представлен научно-познавательный материал, основанный не только на биологических особенностях вида, но и на мифологии и истории. Фильм был снять компанией «GALA TV», которая является победителем конкурса Seimar Social Fund на создание фильма-хроники, объявленного в рамках проекта SOS-сайга.[29][30]
- Производство социальных роликов — съемки пяти социальных роликов по проекту SOS-сайга для повышения значимости проблемы исчезновения сайги, освещения деятельности государства по улучшению сложившейся ситуации, разъяснение административно-правовых аспектов. (Съемки роликов проводит компания «Images Film», которая является победителем конкурса Seimar Social Fund на создание социальных роликов, объявленного в рамках проекта SOS-сайга)[31][32][33]
- I-й журналистский рейд «SOS-сайга» — организация поездки журналистов непосредственно на места осуществления проекта, для реализации следующих целей: определение лучших инспекторов, освещение этой экологической проблемы и деятельности охотинспекции, привлечение внимания общественности и государственных органов к этому вопросу, повышение эффективности борьбы с браконьерством. Первый журналистский рейд состоялся зимой 2005 года — период гона сайги.
- II-й журналистский рейд «SOS-сайга» — состоялся весной 2006 года в период окота. Журналисты, принимающие участие в рейде смогли провести свой собственный учёт сайги, который дал положительные результаты — численность сайги растет![34]
- Издание пособия для школьников на казахском языке «Чудо степей Казахстана» — цель проекта — содействие сохранению популяции сайги на территории Казахстана через экологическое образование школьников. Группа сотрудников неправительственных организаций Казахстана («ЭкоОбраз», "Центр охраны дикой природы «Арлан» и «Отражение») и Германии (НАБУ) при поддержке учёных разработали учебное пособие для школьников 8-14 лет «Чудо степей Казахстана». Пособие на русском языке прошло экспертизу в Республиканском научно-практическом центре «Учебник» Министерства образования и науки Республики Казахстан и рекомендовано к использованию в учебном процессе в качестве дополнительной литературы. Учебное пособие в данный момент проходит сертификацию в Министерстве Образования и Науки РК.
- Производство анимационного фильма «Сага о сайге-2» — создание 15-минутного мультипликационного фильма для последующей трансляции по телевизионным каналам Республики Казахстан и за её пределами. Ключевым моментом для достижения целей проекта является то, что для написания сценария мультипликационного фильма в Интернете на веб-сайте, будет объявлен конкурс на «открытый сценарий». Это позволит вовлечь в решение проблемы сохранения сайги и написание сценария к мультфильму большое количество не только творческих людей, но и специалистов, занимающихся данной проблемой.[33]
- Журнал «Жер-Ана» — финансовая поддержка научно-популярного экологического журнала, выпускаемого международным антиядерным движением «Невада-Семей».[8]

##### Направлению «Наша история»
- Проект к 60-летию Победы: «Все, что было не со мной, помню» — конкурс на лучшие рисунки и сочинения среди школьников.[8]
- Спектакль «У войны не женское лицо» — постановка документальной повести С. Алексеевич. Режиссёр и автор сценария — Заслуженный деятель искусств РК и РФ, лауреат премии «Тарлан» — Б. Н. Преображенский. В интересной театральной форме спектакль преподносит уроки истории молодежи.[35]
- Атлас по историческим, культурным и географическим достопримечательностям Казахстана — создание специализированного обобщенного издания о географических, исторических и культурных достопримечательностях Казахстана «От Алтая до Каспия», в котором будет предоставлена полная информация об исторических ценностях: памятниках культуры, архитектурных и географических достопримечательностях, археологических находках. Также в атласе будут представлены мифы и легенды, географические данные и исторические факты.[36]

##### По направлению «Инновации»
- Конкурс среди студентов на создание сайта Seimar Social Fund. Проект дал возможность студентам технических ВУЗов продемонстрировать свои профессиональные возможности и реализовать творческие идеи.[37]

##### По направлению «Демография»
- Поддержка Союза Оралманов Казахстана, реализация проектов, направленных на получение молодыми соотечественниками высшего образования, адаптацию в Казахстане и формирование организационной структуры, работы областных филиалов Союза и технического обеспечения.[38]
- Проект по профилактике рака молочной железы — проект реализуется совместно с Фондом Народонаселения ООН. Целью проекта является снижение смертности от рака молочной железы и улучшение качества жизни женщин, перенесших это заболевание. В рамках проекта Seimar Social Fund предоставляет ООН и Фонду «Здоровая Азия» целевой грант на приобретение протезов для бесплатного распространения, поддержку горячей линии, издание информационных материалов;[39]

##### Традиционная благотворительность
- Строительство мечети;
- Выделение благотворительной помощи ОФ «Хоспис»;
- Финансирование организации ветеранов ВОВ;
- Поддержка ветеранов войны в Афганистане;
- Поддержка инвалидов Чернобыля;
- Финансирование фонда «Защита детей от Спида»;
- Приобретение тренажеров для школы-интерната № 2 для детей с ДЦП;
- Организация благотворительного концерта Талагата Сарыбаева;

## Принципы и назначения
1. Все гранты выделяются строго на конкурсной основе по решению Попечительского Совета Seimar Social Fund.
2. Гранты выделяются под те проекты, которые наряду с их высокой социальной значимостью соответствуют миссии, основным задачам, принципам и направлениям деятельности Seimar Social Fund.
3. Выделение целевых грантов долгосрочным проектам на развитие, усовершенствование и улучшение жизни.
4. Гранты предполагают направление финансовых средств лишь на целевые расходы, связанные с выплатой разовых платежей на цели, предусмотренные Проектами.
5. Высокий КПД (коэффициент полезного действия) для всего общества.
6. Работа Фонда строится по смыслу принципа «даем удочку, а не рыбу».